# 閉性
数学において、与えられた集合がある演算あるいは特定の性質を満たす関係について閉じている（英: closed）あるいはその演算がその集合上で閉性（へいせい、英: closure property）または包性を持つとは、その集合の元に対して演算を施した結果がふたたびもとの集合に属することを言う。複数の演算からなる集まりが与えられた場合も、それら演算の族に関して閉じているとは、それが個々の演算すべてに関して閉じていることを言う。

## 例と反例
- 整数全体、有理数全体、実数全体、複素数全体の各集合は全て、反数を返す写像 f(x) = − x について閉じている。
- 0 を含む自然数全体の集合は、加法について閉じているが、減法について閉じていない。（例えば、2 − 3 は自然数ではない。）
- 整数全体の集合は、乗法について閉じているが、除法について閉じていない。（例えば、3 / 2 は整数ではない。）
- 積閉集合

## 閉包
集合上に必ずしも閉じていない演算あるいは関係および性質が与えられたとき、もとの集合を拡大して得られる適当な集合上で演算が閉じるようにすることができる。任意の性質 P と二項関係 R が与えられたとき、性質 P を満たし R を含む最小の関係を R の P-閉包あるいは P-包と呼ぶ。